# دوين لوروا بليس
دوين لوروا بليس (بالإنجليزية: Duane Leroy Bliss)‏ هو شخصية أعمال أمريكي، ولد في 30 نوفمبر 1833 في Savoy, Massachusetts ‏ في الولايات المتحدة، وتوفي في 21 أبريل 1907 في كارسون سيتي في الولايات المتحدة.